# هيزل إنجلش
هيزل إنجلش (بالإنجليزية: Hazel English)‏ هي موسيقية أسترالية، ولدت في 27 نوفمبر 1990 في سيدني في أستراليا.

## وصلات خارجية
- الموقع الرسمي
- هيزل إنجلش على موقع ميوزك برينز (الإنجليزية)
- هيزل إنجلش على موقع أول ميوزيك (الإنجليزية)
- هيزل إنجلش على موقع ديسكوغز (الإنجليزية)